# 2. Liga 2021-2022 (Austria)
La 2. Liga 2021-2022 è stata la 48ª edizione della seconda divisione del campionato austriaco di calcio e si è disputata tra il 23 luglio 2021 e il 29 maggio 2022.

## Novità
Sedici squadre hanno partecipato alla stagione 2021-22. L'unica squadra aggiunta è stata il St Pölten, retrocesso dalla Bundesliga di calcio austriaca 2020-21 .
A causa della sospensione della Regionalliga austriaca 2020-21, nessun club è retrocesso dalla stagione precedente
L'Austria Lustenau ha conquistato il titolo e tornerà nella Bundesliga di calcio austriaca per la prima volta dalla stagione 1999-2000.

## Squadre partecipanti
| Club              | Città                  | Stadio                  |
| ----------------- | ---------------------- | ----------------------- |
| Austria Lustenau  | Lustenau               | Reichshof               |
| Austria Vienna II | Vienna                 | Generali arena          |
| Blau-Weiß Linz    | Linz                   | Linzer Stadion          |
| Dornbirn          | Dornbirn               | Birkenwiese             |
| Floridsdorfer     | Vienna                 | Leopold Stroh           |
| Grazer            | Graz                   | Stadion Graz-Liebenau   |
| Juniors OÖ        | Pasching               | Waldstadion             |
| Kapfenberger      | Kapfenberg             | Franz Fekete Stadion    |
| Liefering         | Liefering (Salisburgo) | Stadion Wals-Siezenheim |
| Rapid Vienna II   | Vienna                 | Allianz Stadion         |
| SKU Amstetten     | Amstetten              | Ertl Glas Stadion       |
| St. Pölten        | Sankt Pölten           | NV Arena                |
| SV Lafnitz        | Lafnitz                | Sportplatz Lafnitz      |
| SV Horn           | Horn                   | Sportplatz Horn         |
| Vorwärts Steyr    | Steyr                  | Vorwärts Stadion        |
| Wacker Innsbruck  | Innsbruck              | Tivoli-Neu Stadion      |

## Stagione regolare

### Classifica finale
Aggiornata al 22 maggio
|  | Pos. | Squadra           | Pt | G  | V  | N  | P  | GF | GS | DR  |
|  | ---- | ----------------- | -- | -- | -- | -- | -- | -- | -- | --- |
|  | 1.   | Austria Lustenau  | 70 | 30 | 22 | 4  | 4  | 69 | 26 | +43 |
|  | 2.   | Floridsdorfer     | 65 | 30 | 20 | 5  | 5  | 51 | 18 | +33 |
|  | 3.   | Blau-Weiß Linz    | 54 | 30 | 15 | 9  | 6  | 51 | 27 | +24 |
|  | 4.   | Lafnitz           | 52 | 30 | 15 | 7  | 8  | 53 | 42 | +11 |
|  | 5.   | Amstetten         | 51 | 30 | 15 | 6  | 9  | 59 | 35 | +24 |
|  | 6.   | Liefering         | 46 | 30 | 12 | 10 | 8  | 56 | 43 | +13 |
|  | 7.   | Grazer AK         | 46 | 30 | 13 | 7  | 10 | 47 | 39 | +8  |
|  | 8.   | St. Pölten        | 42 | 30 | 12 | 6  | 12 | 43 | 38 | +5  |
|  | 9.   | Vorwärts Steyr    | 37 | 30 | 10 | 7  | 13 | 39 | 52 | -13 |
|  | 10.  | Rapid Vienna II   | 33 | 30 | 8  | 9  | 13 | 45 | 62 | -17 |
|  | 11.  | Kapfenberger      | 30 | 30 | 8  | 6  | 16 | 36 | 54 | -18 |
|  | 12.  | Horn              | 28 | 30 | 7  | 7  | 16 | 34 | 55 | -21 |
|  | 13.  | Austria Vienna II | 25 | 30 | 6  | 7  | 17 | 31 | 56 | -25 |
|  | 14.  | Dornbirn          | 22 | 30 | 6  | 4  | 20 | 35 | 73 | -38 |
|  | 15.  | Juniors OÖ        | 23 | 30 | 4  | 11 | 15 | 37 | 71 | -34 |
|  | 16.  | Wacker Innsbruck  | 40 | 30 | 11 | 7  | 12 | 46 | 41 | +5  |

Legenda:
      Promozione in Bundesliga
      Retrocessione in Regionalliga
Regolamento:

Tre punti per la vittoria, uno per il pareggio, zero per la sconfitta.
In caso di arrivo di due o più squadre a pari punti, la graduatoria verrà stilata secondo la classifica avulsa tra le squadre interessate che prevede, in ordine, i seguenti criteri:
- Punti generali
- Differenza reti generale
- Reti realizzate in generale
- Partite vinte in generale
- Partite vinte in trasferta
- Punti negli scontri diretti
- Differenza reti negli scontri diretti
- Differenza reti generale
- Sorteggio

Note::
Il Juniors OÖ ha rinunciato all'ammissione per la stagione 2022/23 e sarà quindi retrocesso dalla 2ª divisione austriaca
Il Wacker Innsbruck non ha richiesto una licenza per la prossima stagione e, di conseguenza, ha deciso di non sporgere denuncia presso la Corte arbitrale neutrale permanente. Questo pone il club in fondo alla classifica ed è retrocesso dalla 2ª divisione austriaca.